# Granica watykańsko-włoska

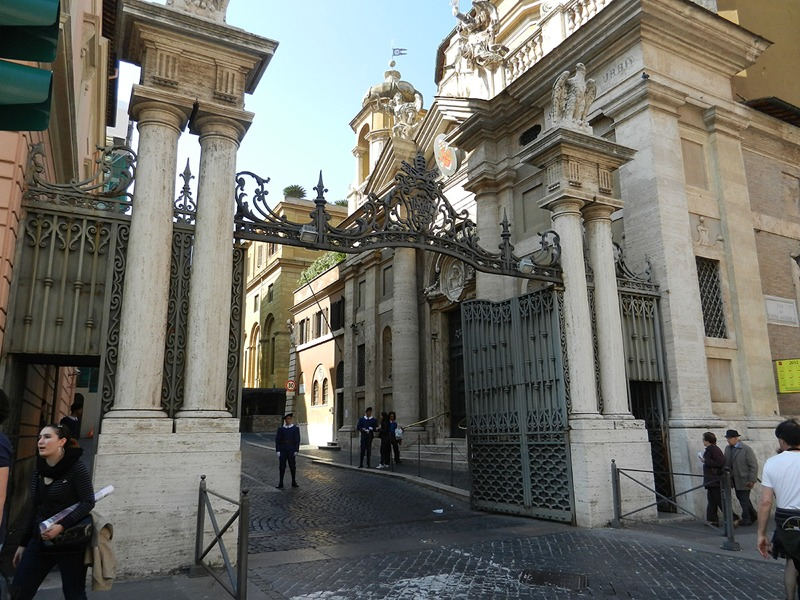
Brama Św. Anny

Granica watykańsko-włoska – granica państwowa ciągnąca się na długości 3,2 km, dookoła enklawy, jaką stanowi Watykan na terytorium Włoch i miasta Rzym. By przekroczyć granicę w miejscach innych niż bazylika Świętego Piotra i Muzea Watykańskie czy Aula Pawła VI, trzeba posiadać specjalne przepustki.

## Historia
Początkiem powstawania granicy było zjednoczenie Włoch i zajęcie przez Włochów terytorium Państwa Kościelnego 20 września 1870 roku. Papież nie pogodził się z tym faktem i ogłosił się więźniem Watykanu. Dopiero w 1929 roku faszystowski rząd włoski Benito Mussoliniego i sekretarz stanu papieża, Pietro Gasparri, podpisali, po dwóch latach tajnych rokowań, tzw. traktaty laterańskie, kończące spór i gwarantujące istnienie państwa watykańskiego w obrębie pałacu i ogrodów watykańskich oraz uznające suwerenność Stolicy Apostolskiej jako podmiotu prawa międzynarodowego.

## Przebieg granicy

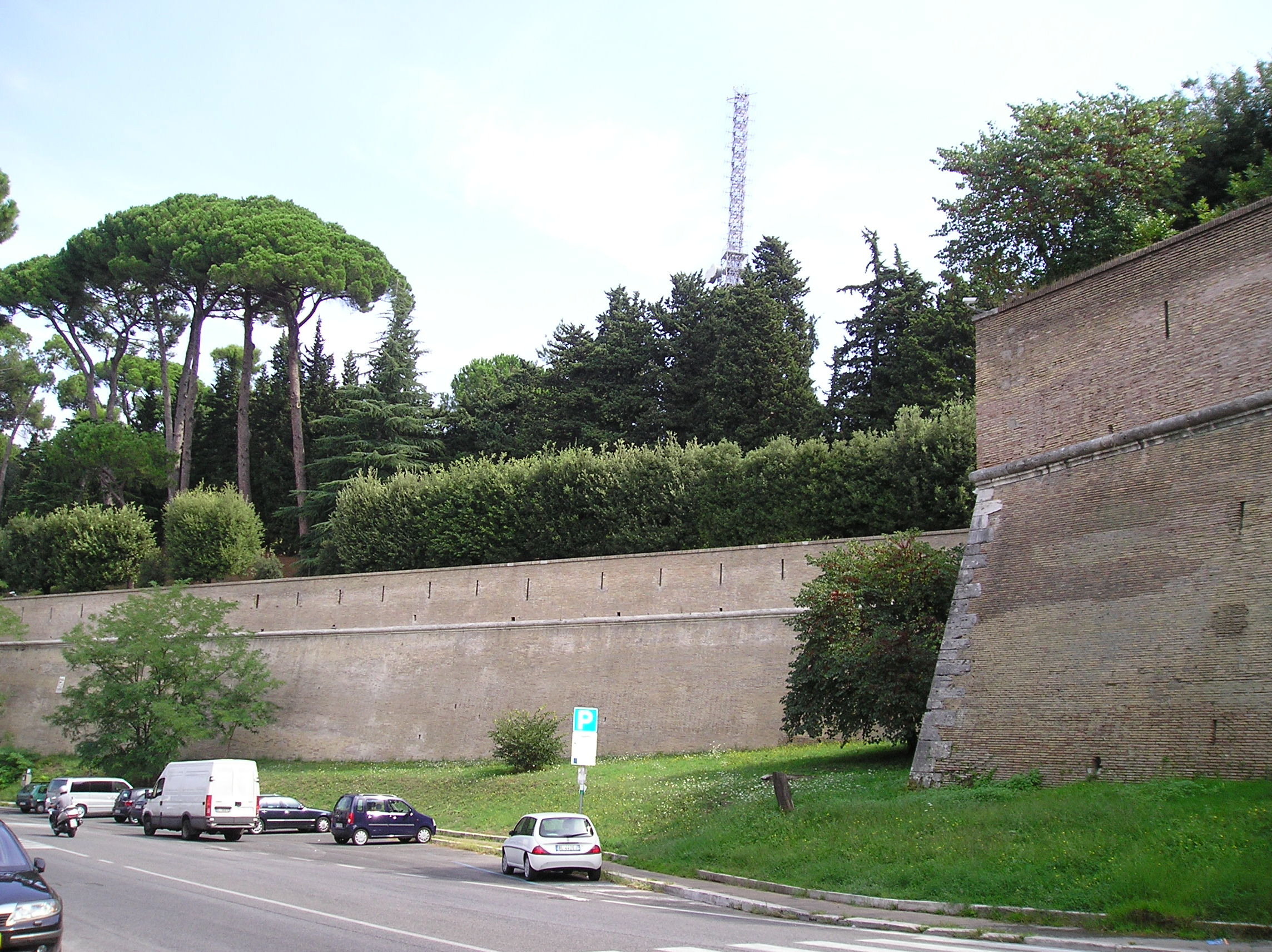
Mur Leoniański (granica)

Granica przebiega wzdłuż murów otaczających kompleks watykański. Wokół murów biegną natomiast rzymskie ulice, a po stronie, po której znajduje się mur istnieją także chodniki. Granica przebiega wzdłuż ulic i placów Via di Porta Angelica, Piazza del Risorgimento, Via Leone VI, Viale Vaticano, Largo di Porta Cavallegeri, Piazza del Sant' Uffizio. Do obejścia całego kompleksu wystarcza godzina spaceru. Na pl. św. Piotra znajduje się biała linia, położona na wysokości kolumnady Gianlorenzo Berniniego, która wyznacza granicę.

## Przejścia graniczne[6]
Na teren Watykanu można wejść w pięciu miejscach, w tym przez trzy bramy, Arco delle Campane, Spiżowa Brama i Cancello di Sant’Anna. Dwie pierwsze znajdują się na pl. św. Piotra. Wejścia znajdują się też przy Auli Pawła VI oraz Muzeach Watykańskich.